# Blewett (Washington)
Blewett fue un área no incorporada ubicado en el condado de Chelan en el estado estadounidense de Washington.

## Geografía
Blewett se encuentra ubicado en las coordenadas 47°25′23″N 120°39′33″O / 47.42306, -120.65917.